# 푸른눈반점쿠스쿠스
푸른눈반점쿠스쿠스(Spilocuscus wilsoni)는 쿠스쿠스과에 속하는 유대류의 일종이다. 인도네시아 서파푸아 센데라와시 만의 비악과 수피오리 섬의 토착종이다. 2004년 과학적으로 기술되었고, 사냥과 서식지 감소때문에 드물게 발견되며 국제 자연 보전 연맹(OUCN)이 멸종위급종으로 분류하고 있다. 최근 야생에서는 발견하지 못하고 있다. 다른 얼룩쿠스쿠스속 종들과 달리 비교적 작고, 연한 색의 푸른 눈을 갖고 있다.